# Козакевичи
Козакевичи или Казакевичи (пол. Kozakiewicz) — дворянский род герба Козакевич.
Родоначальник Б. Самуил Сигизмундович был пожалован от польского короля Яна Казимира (1652) привилегией на поместье в Витебском воеводстве. Род Козакевичей был внесён в 1 часть родословной книги Виленской, Витебской, Волынской и Минской губерний.
Три другие рода Козакевичей более позднего происхождения были внесены во 2 часть родословной книги Черниговской губернии и 3-ю часть Калужской и Новгородской губерний. Герб Казакевича Михаила, полковника внесён в Часть 7 Сборника дипломных гербов Российского Дворянства, невнесенных в Общий Гербовник, стр. 4 .